# Mathias Mogge

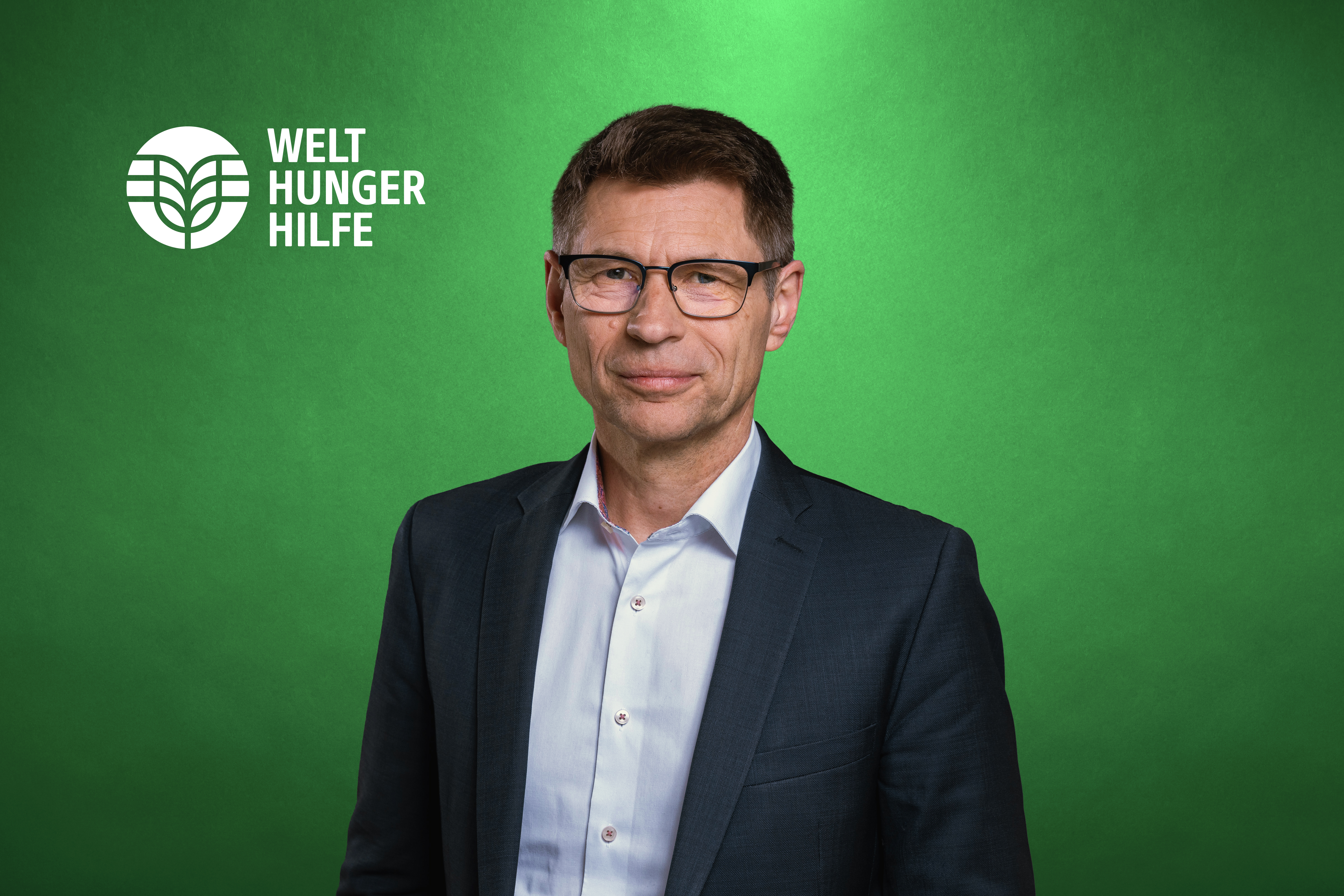
Mathias Mogge

Mathias Mogge (* 16. März 1964 in Göttingen) ist ein deutscher Agraringenieur, Umweltwissenschaftler und Generalsekretär der Welthungerhilfe.

## Werdegang
Mathias Mogge wuchs in Göttingen auf, wo er 1984 das Abitur ablegte.
Das Studium der Agrarwissenschaften an der Leibniz-Universität Hannover von 1987 bis 1992 schloss er als Diplom-Ingenieur ab. Von 2006 bis 2007 studierte er Umweltwissenschaften an der University of East Anglia, Norwich (Großbritannien), das er mit einem M.Sc. abschloss.
Von 1993 bis 1995 war Mogge als Entwicklungshelfer für den Deutschen Entwicklungsdienst im Natural Resource Management Project in Kutum, Darfur, Sudan, im Einsatz.
Seit 1998 ist Mogge in verschiedenen Funktionen bei der Welthungerhilfe tätig: Als Programm Manager verantwortete er bis 2001 die Projektarbeit in Uganda, Äthiopien und im Sudan. Von 2001 bis 2005 koordinierte er als Regionaldirektor Westafrika von Bamako, Mali, aus die Programme der Welthungerhilfe in Mali, Burkina Faso, Liberia und Sierra Leone, bevor er in Bonn die Leitung der Fachgruppe Wissen, Innovation, Beratung übernahm.
Zwischen 2010 und 2018 war Mogge Programmvorstand der Welthungerhilfe. Im September 2018 wurde er zum Generalsekretär und Vorstandsvorsitzenden ernannt.

## Privates
Mathias Mogge ist verheiratet und hat drei Kinder. Er lebt in Bonn.
Mogge ist Gitarrist der Indie/Pop-Band White Maze.

## Mitgliedschaften und Ämter
Mathias Mogge ist in zahlreichen Gremien und Organisationen aktiv, die sich mit Ernährungssicherheit, Entwicklungspolitik und humanitärer Hilfe befassen. Seit November 2021 ist er Mitglied des Partnership Council der Global Alliance for Improved Nutrition (GAIN). Zudem gehört er dem Kuratorium der Aid by Trade Foundation an und ist wissenschaftlicher Berater der Hidden Hunger Conference Series der Universität Hohenheim. Im Jahr 2025 wurde er in das Kuratorium für die Vergabe des Justus von Liebig-Preises für Welternährung der Stiftung Fiat Panis berufen.

## Veröffentlichungen
- Mathias Mogge: Hunger und Flucht. In: Ralf-Uwe Beck, Klaus Töpfer, Angelika Zahrnt (Hg.): Flucht – Ursachen bekämpfen, Flüchtlinge schützen. Oekom Verlag, München 2022, ISBN 978-3-96238-400-5, S. 26–31.
- Mathias Mogge, Bärbel Mosebach, Normann Steinmeier: Neue Partnerschaften für einen Humanitären Paradigmenwechsel. In: Michael Heuser, Tarek Abdelalem (Hg.): Internationale Herausforderungen humanitärer NGOs: Verbindung von Mission und modernem Management. Springer Gabler, Wiesbaden 2021, ISBN 978-3-662-62493-7, S. 205–248.
- Mathias Mogge, Thomas Heyland, Justine Roberts: An Innovative Social Enterprise Model Addressing Food Losses in Zimbabwe. In: Joachim von Braun, Marcelo Sánchez Sorondo, Roy Steiner (Hrsg.): Food Loss and Waste Reduction. Scripta Varia 147, Vatican City 2020, ISBN 978-88-7761-115-4, S. 131–142. (online)
- Mathias Mogge, Simone Welte: Programming towards Improved Nutrition: Welthungerhilfe’s Approach to the Prevention of Malnutrition – In All Its Forms. In: Hans Konrad Biesalski (Hrsg.): Hidden Hunger and the Transformation of Food Systems. How to Combat the Double Burden of Malnutrition? Band 121. Karger, Basel 2020, ISBN 978-3-318-06697-5, S. 105–115.
- Mathias Mogge, Andrea Sonntag: Without Land, No Crops – Without Diversity, No Healthy and Sustainable Diets. In: Hans Konrad Biesalski, Regina Birner (Hrsg.): Hidden Hunger: Strategies to Improve Nutrition Quality. Band 118. Karger, Basel 2018, ISBN 978-3-318-06252-6, S. 57–64.
- Mathias Mogge u. a.: Leitfaden Wirkungsorientierung in den Projekten und Programmen der Welthungerhilfe, Teil I–III. Bonn 2008 (online)
- Mathias Mogge und Hubertus Rüffer: Programme responses to address the ultra poor from an NGO perspective. In: rural21. International Journal for Rural Development. Heft 05/2008. (PDF-Datei, 226kb).
- Mathias Mogge u. a.: Kreativität unter Armutsbedingungen – Beispiele aus Mali, Ghana und Äthiopien. In: Afrika verstehen lernen, 12 Bausteine für Unterricht und Projekttage. bpb, Bonn 2007, S. 177–206.
- Mathias Mogge und Jochen Schröder: Organizing access to local seeds in a context of crisis. In: Leisa Magazine. Leusden, Netherlands, ISSN 1569-8424, Heft 6/2005.
- Mathias Mogge und Theo Riedke: Ländliche Rehabilitation und zivile Konfliktbearbeitung in den Nubabergen – Sudan. In: Fahrenhorst Brigitte (Hrsg.): Die Rolle der Entwicklungszusammenarbeit in gewalttätigen Konflikten. Berlin 2000, ISBN 978-3-9804456-3-4, S. 190–198.
- Mathias Mogge u. a.: Extension through farmer experimentation in Sudan. In: Laurens van Veldhuizen (Hrsg.): Farmer’s Research in Practice. London 1997, ISBN 978-1-85339-392-1, S. 89–108.